# OPSA
Organizacija za promicanje sjeverno-atlantskih integracija (OPSA) je udruga građana osnovana 2006. godine. Ciljevi i djelatnosti OPSA-e su usmjereni prema informiranju građana o sjevernoatlantskim integracijama. OPSA promiče sjevernoatlantske integracije i ističe njihovu važnost za Hrvatsku i njene građane. OPSA podržava ulazak Hrvatske u NATO kao i u Europsku uniju.
OPSA u svojem programu ističe da je za Hrvatsku koja će na dobrobit svojih građana biti politički, sigurnosno i socijalno stabilna zemlja. Načela djelovanja OPSA-e su: poštovanje različitosti stavova, misli i ideja, sloboda izbora, samostalnost organizacije u radu, javnost i demokratičnost mišljenja te odgovornost pojedinca i organizacije za rad.
OPSA je nakladnik prvog nacionalnog NATO web portala među 28 zemalja članica NATO-a, za Hrvatsku, na domeni .hr. Portal po prvi puta nudi centralizirani pristup NATO natječajima za zapošljavanja i stažiranja pri NATO-ovim tijelima.

## Vanjske poveznice
- Stranice Organizacije za promicanje sjeverno-atlantskih integracija (OPSA)  Arhivirana inačica izvorne stranice od 19. studenoga 2007. (Wayback Machine)
- NATO portal - nato.hr  Arhivirana inačica izvorne stranice od 2. studenoga 2011. (Wayback Machine)